# Caorso
Caorso est une commune italienne de la province de Plaisance, dans la région Émilie-Romagne. La commune est notamment connue pour la centrale nucléaire qui avait été construite sur son site, mais qui n'est plus en activité depuis la fin des années 1990.

## Administration
| Période                                  | Période  | Identité          | Étiquette                     | Qualité |
| ---------------------------------------- | -------- | ----------------- | ----------------------------- | ------- |
| 1995                                     | 1999     | Fabrizio Passera  | Liste civique du centre droit | Maire   |
| 1999                                     | 2004     | Daniele Nastrucci | Liste civique                 | Maire   |
| 2004                                     | 2014     | Fabio Callori     | Liste civique                 | Maire   |
| 2014                                     | En cours | Roberta Battaglia | Liste civique                 | Maire   |
| Les données manquantes sont à compléter. |          |                   |                               |         |

## Personnalité
Attilio Pavesi (1910-2011), coureur cycliste, double champion olympique en 1932, est né à Caorso.

### Hameaux
Muradolo, Zerbio, Roncarolo, Fossadello.

### Communes limitrophes
Caselle Landi, Castelnuovo Bocca d'Adda, Cortemaggiore, Monticelli d'Ongina, Piacenza d'Adige, Pontenure, San Pietro in Cerro.